# 秋葉原脫物語2
《秋葉脫物語2》（又译作、，官方译为）是日本遊戲製造商Acquire於2013年11月7日發售，以PlayStation 3 , PlayStation Vita為平台的動作冒險遊戲，後來於2014年1月23日發售中文版，並於2014年7月3日發售PlayStation 4的版本，PS4版本同時收錄了PS3版與PS Vita版的所有DLC。同年9月3日發行PlayStation 4的中文版。2015年5月26日由XSEED Games發行了微軟Windows版本。2017年2月2日PS4平台上發售了名為AKIBA'S TRIP2+A的新版本，在原PS4版上增加了前作動畫版的要素，初回特典SP版中還附帶了動畫的第一話DVD盤片。
2015年在Steam上推出的Windows版基本上是PlayStation 4的移植版，只有“實況遊玩模式”是PS4硬件特有功能，沒有移植到PC上。標題則改為AKIBA'S TRIP: Undead & Undressed，截止至2021年5月，界面和字幕有英語、日語與繁體中文三個版本，語音則只有英語與日語。加強版《秋葉脫物語2 導演剪輯版》，在2023年4月20日於PlayStation 4、Steam及任天堂Switch三平台推出。

## 概述
本作為2011年5月19日發售的「秋葉原之旅」正式續作。發行平台包括PS3、PS Vita、PS4及PC。人設由前作的tanu改為Poyoyon Rock。
本系列最大特徵的"脫衣格鬥技"則增加了與女性搭檔合作的"合力脫衣"技。

## 故事背景
某天，主角被神祕組織抓住，並被改造成稱為「魔骸者」的人造吸血鬼。一位神祕少女突然出現，救了主角。為了找出身體回復原狀的方法，也為了守護秋葉原的和平，主角將使用脫衣動作戰鬥。

## 游戏系统

### 基本系统
地图移动
前作中地區間移動只能在地圖裡選擇，本作中則改為可以直接在場景邊緣進行。（訪問過一次的地點也可以在地圖界面裡選擇進行快速移動。）
多結局
在整個遊戲過程中主角需要做出多個選擇，從而決定進入哪個女主角的路線。路線確定後再由好感度決定最終是普通結局還是真·結局。
可以攻略的角色為雫 、登子、RIN、志遠共4個人（但是嚴格來說只有兩條路線）。雖然妹妹也是攻略對象之一，但是與主角選擇無關，也不會改變情節內容，只要完成所有的“妹妹任務”就會在遊戲通關後出現。
戰鬥
除了玩家控制的主角之外，會幫助主角的搭檔與其他己方人物的動作都由AI控制，但是可以對搭檔下達攻擊和待機的指示。
大多數時候都是主角與搭檔兩個人一起移動，戰鬥時也同樣是兩人組。但是有時在戰鬥現場遭遇到新的敵人或者己方同伴也會出現增援。
要進入戰鬥必須使用照相機對街上的路人進行識別，確認為魔骸者後上前交談，或是直接揮舞武器就會進入戰鬥模式（偶爾也會出現敵人逃走的情況）。除此以外，有時候任務內容也會要求與並非魔骸者的普通人進行戰鬥。
因為遊戲背景的設定是作為敵人的魔骸者都是人造吸血鬼，如果把他們的衣服全部脫掉就會因為曬到陽光而消滅。所以戰鬥的目的就是破壞或是脫掉敵人衣服。
會出現在戰鬥中捲入普通人或是揮手時碰到的情況，與魔骸者相同，要打倒他們也必須把他們的衣服全部脫掉。被脫光的路人則會一邊遮掩身體一邊逃走。利用這一點，如果碰到有普通人穿著正好是自己想要收集的衣服，也可以直接用揮手動作攻擊，當然這種行為做多了作為隱藏屬性的名聲是會下降的。
另一方面，戰鬥中如果碰到警察，就會被跑過來的警察逮捕（如果敵人處於被脫光的狀態也可能一樣會被逮捕），一旦被逮捕，戰鬥就會中斷，而主角則會被帶回警察局，交納罰金，然後被放出來。因為警察也一樣算是遊戲中的普通戰鬥單位之一，所以在被逮捕之前也可以對其進行攻擊，如果能成功打倒的話就能迴避掉被逮捕的下場（雖然說遊戲前期基本上打不過）。有時候警察自己也是魔骸者。

## 登場人物

### 秋葉原守望隊
由一群喜好秋葉原的同好組成的自律組織，據點為UD+附近的MOGRA餐廳。
主角（聲：逢坂良太）
本作的主角。默認名稱無名氏，玩家可以自行更改姓名，男性、高中生，還是個宅男。很喜歡秋葉原，對該地的所有觀光場景都瞭若指掌。
為了稀有公仔而找尋打工機會時，被天羽欺騙而成了實驗品，最後被改造成魔骸者，在要被處分之際因為雫的闖入而得救，卻在逃亡過程中為了保護雫而身受重傷，不得已吸了雫的血而成為其眷屬。
鷺坂登子（聲：斎藤千和）
秋葉原附近的女子大學的學生，主角的青梅竹馬，嗜好是騎行。
卡蒂·科萊寧（聲：山崎遙）
因為喜歡日本動畫與日式RPG遊戲而來到日本留學的芬蘭少女。
杉山喜八（聲：高階俊嗣）
立花悠斗（聲：柳田淳一）
立花戒斗（聲：山下大輝）
妹妹（聲：洲崎綾）

### 夜咬
比魔駭者更上階級的種族，有著相當長的壽命；因為生育率下降使得夜咬面臨衰退的危機。
刻風雫（聲：三澤紗千香）
本作的女主角。救了被當作實驗品且將被處分掉的主角的神祕少女，實際歲數不明，但可能遠在主角之上。

### 大師本製藥
霞會志遠（聲：中村繪里子）
Rin（聲：金元寿子）
坂口興馬（聲：藤吉浩二）

### 神秘組織
隱藏在秋葉原某地的魔駭者組織。
天羽禪夜（聲：神原大地）
輝月宗牙（聲：竹内良太）

## 遊戲特色
相較於一代，這代的秋葉原地圖更大，更真實，並跟許多實體店家合作，更忠實的呈現秋葉原的真實樣貌。

## 漫畫版
| 卷數 | 竹書房       | 竹書房                 |
| 卷數 | 發售日期     | ISBN                   |
| ---- | ------------ | ---------------------- |
| 1    | 2015年2月6日 | ISBN 978-4-80-195082-5 |
| 2    | 2015年9月7日 | ISBN 978-4-80-195343-7 |